# East Ellijay
East Ellijay is een plaats (city) in de Amerikaanse staat Georgia, en valt bestuurlijk gezien onder Gilmer County.

## Demografie
Bij de volkstelling in 2000 werd het aantal inwoners vastgesteld op 707.
In 2006 is het aantal inwoners door het United States Census Bureau geschat op eveneens 707.

## Geografie
Volgens het United States Census Bureau beslaat de plaats een oppervlakte van
5,1 km², geheel bestaande uit land.

## Plaatsen in de nabije omgeving
De onderstaande figuur toont nabijgelegen plaatsen in een straal van 32 km rond East Ellijay.